# Deniliquin
Deniliquin is een plaats in de Australische deelstaat New South Wales en telt 7431 inwoners (2006).